# Paul-Jürgen Porr
Paul-Jürgen Porr (n. 2 februarie 1951, Mediaș, Regiunea Sibiu, Republica Populară Română) este din 5 martie 2013 președintele Forumului Democrat al Germanilor din România (FDGR/DFDR).

## Studii și activitate profesională
Paul-Jürgen Porr este medic primar, specialist în medicină internă și gastroenterologie, absolvent al Institutului de Medicină și Farmacie din Cluj.
Între 1985-2006 a activat ca medic în cadrul Clinicii Medicale III din Cluj.
În prezent este șeful Clinicii Medicale I a Spitalului Clinic Județean de Urgență Sibiu și din 2006 conferențiar la Facultatea de Medicină „Victor Papilian” din Sibiu.

## Cariera politică
La alegerile locale din 2008 a fost ales în funcția de consilier județean al județului Sibiu din partea FDGR/DFDR, reales în anul 2012.
În ședința de consiliu județean din 28 februarie 2013 a intrat în conflict cu președintele consiliului, Ioan Cindrea (PSD), căruia i-a reproșat că se află într-o campanie electorală permanentă.